# Half Naked & Almost Famous
Half Naked & Almost Famous é a primeira grande estreia de um EP do rapper americano Machine Gun Kelly. Foi lançado em 20 de março de 2012, pela Bad Boy e pela Interscope Records. O título do álbum vem da faixa-título, que apareceu em sua quarta mixtape, Rage Pack (2011).

## Desempenho comercial
Nos Estados Unidos, o EP estreou na 46ª posição na Billboard 200, com as vendas na primeira semana sendo de 8.500 cópias. Em agosto de 2012, o EP já tinha vendido 36.500 cópias nos Estados Unidos.

## Lista de músicas
| N.º            | Título                                            | Compositor(es) | Produtor(es)                           | Duração |  |
| 1.             | "Warning Shot" (participação de Cassie)           | Richard Baker, J. R. Rotem, P. Ring, Jack Bevan, Edwin Congreave, Walter Gervers, Yannis Philippakis, Jimmy Smith | J. R. Rotem, Aliby (co.)               | 3:20    |  |
| 2.             | "Wild Boy" (participação de Waka Flocka Flame)    | Baker, Juaquin Malphurs, Joshua Luellen, Jarrett Mines De'Andre Langford                                          | GB Hitz, Southside                     | 3:49    |  |
| 3.             | "See My Tears"                                    | Baker, Erik Ortiz, Kevin Crowe, Kenny Bartolomei, Adrian Broekhuyse, Benno de Goeij, Cathy Burton, Raz Nitzan     | J.U.S.T.I.C.E. League                  | 4:09    |  |
| 4.             | "Half Naked & Almost Famous"                      | Baker, Alex Fitts, Matt Penttila, Thomas Powers, Alisa Xayalith, Aaron Short                                      | MGK, Slim Gudz, Alex KickDrum          | 2:51    |  |
| 5.             | "EST 4 Life" (participação de Dubo & DJ Xplosive) | Baker, Stuart Pflaum, Michael Crawford                                                                            | Slim Gudz, Michael "Lil Mike" Crawford | 2:52    |  |
| Duração total: | Duração total:                                    | Duração total: | Duração total:                         | 17:01   |  |

Créditos de samples
- "See My Tears" contém um sample de "Rain", interpretada por Armin van Buuren e Cathy Burton.
- "Half Naked & Almost Famous" contém um sample de "Young Blood" interpretada por The Naked and Famous.[3]
- "Warning Shot" contém elementos de "Electric Bloom", written by Jack Bevan, Edwin Congreave, Walter Gervers, Yannis Philippakis and Jimmy Smith, interpretada por Foals.

## Paradas musicais
| Parada (2012)                      | Posição máxima |
| ---------------------------------- | -------------- |
| EUA Billboard 200                  | 46             |
| EUA R&B/Hip-Hop Albums (Billboard) | 10             |
| EUA Rap Albums (Billboard)         | 9              |